# Masztelyák Pál
Masztelyák Pál, Marosi (Császlóc, 1863. január 25. – 1905/1906?) néptanító.

## Életútja
Apja Masztelyák István földmíves volt. 1878-ban nyert felvételt az ungvári tanítóképző előkészítő osztályába, melyet 1879-ben elvégzett. 1880 elején felvételi vizsgát tett és a tanítóképzőbe lépett, melynek három osztályát elvégezte és 1882-ben letette a tanképesítő vizsgát a magyar-rutén tannyelvű iskolák tanítására és harmonikus műének vezetésére oklevelet nyert. Első tanítói állomása Gerény község görög-katolikus iskolája volt, majd 1889. szeptember 7-én az antalóci állami és községi iskolára pályázott, melyet el is nyert és mivel az a görög-katolikus kántori hivatallal volt egybekapcsolva, magánúton kántorrá képezte ki magát. 1893-ban a magyar beszéd sikeres tanítása körül kifejtett buzgalma elismeréseül a vallás- és közoktatási miniszter 15 forint jutalmat, mint faiskola kezelőnek a földművelési miniszter 1892-ben kertészeti eszközgyűjteményt, 1893-ban pedig (földhitelintézeti) 100 forintos pályadíjat ítélt neki. Az Ung megyei általános néptanítói egyesületnek másodjegyzője, az ungvári fiók tanítói körnek pedig jegyzője volt. Masztelyák családi nevét 1896-ban Marosira változtatta. 1905-ben a radvánci állami elemi iskolához helyezték át.
Cikkei a Magyar Paedagógiai Szemlében (1891. A magyar nyelv tanítása nem magyar ajkú népiskolákban, tekintettel a nemzeti szellem ápolására); a Néptanodában (1893. A beszéd tanítása tekintettel az emberi lélek fejlődési fokozataira); ezeken kívül többször szólt a napirenden levő tanügyi és közgazdasági dolgokhoz a Kelet, Ungvári Közlöny sat. lapokban.

## Forrás
- Szinnyei József: Magyar írók élete és munkái VIII. (Löbl–Minnich). Budapest: Hornyánszky. 1902.